# Улица Михаила Оратовского (Мелитополь)
Улица Михаила Оратовского (укр. Вулиця Михайла Оратовського) — улица в Мелитополе, одна из центральных улиц Песчаного. По улице следует часть транспортного потока с автодороги М-14 «Одесса — Мелитополь — Новоазовск».

## Расположение
От круга на проспекте Богдана Хмельницкого улица следует на восток, пересекаясь с переулками Михаила Оратовского, Белякова, Бадыгина, Павла Сивицкого, улицами Павла Сивицкого и Александра Невского. Затем выходит за пределы города, далее следуя мимо дачного кооператива «Ромашка» и по железобетонному мосту через Молочную реку. За мостом асфальтовое покрытие на дороге оканчивается, и далее грунтовая дорога идёт в Константиновку. Также к улице Михаила Оратовского относится ответвление на окраине города, на котором заканчиваются улицы Моторная и Белякова. Нумерация на улице установлена от границы города к проспекту Богдана Хмельницкого. Это связано с тем, что до войны центр Мелитополя располагался под горой, в районе улицы Александра Невского, а проспект Богдана Хмельницкого (в то время — Акимовская улица) был скорее окраиной города.

## История
Первое известное упоминание улицы относится к 17 января 1939 года. Улица была названа в честь «всесоюзного старосты» М. И. Калинина (1875—1946) ещё при его жизни.
Во время Великой Отечественной войны вдоль улицы проходил противотанковый ров. В 2013 году в огородах было обнаружено 27 противотанковых мин.
12 мая 1961 года конторе связи был отведён участок по ул. Калинина, 127б, для строительства здания почтового отделения.
В 2015 году, после принятия на Украине закона о декоммунизации, Мелитопольское Благочиние Украинской православной церкви выступило с предложением переименовать улицу Калинина в улицу Андрея Первозванного, в честь стоящего на улице храма. Её в итоге переименовали в 2016 году, но в честь Михаила Оратовского - видного садовода, выведшего несколько сортов черешни.

## Объекты
По улице Михаила Оратовского расположена средняя школа № 8.

## Транспорт
На перекрёстке улиц Михаила Оратовского и Павла Сивицкого находится конечная остановка автобусного маршрута № 18.

## Галерея
|                                                                    |                                   |                                  |                               |
| православная церковь Андрея Первозванного с колоколами из баллонов | начало ответвления улицы (справа) | проход между ответвлениями улицы | школа № 8                     |
|                                                                    |                                   |                                  |                               |
| флора улицы М. Оратовского                                         | фауна улицы М. Оратовского        | начало улицы у Молочной реки     | загородный вид в начале улицы |